# Numerierungsabschnitt

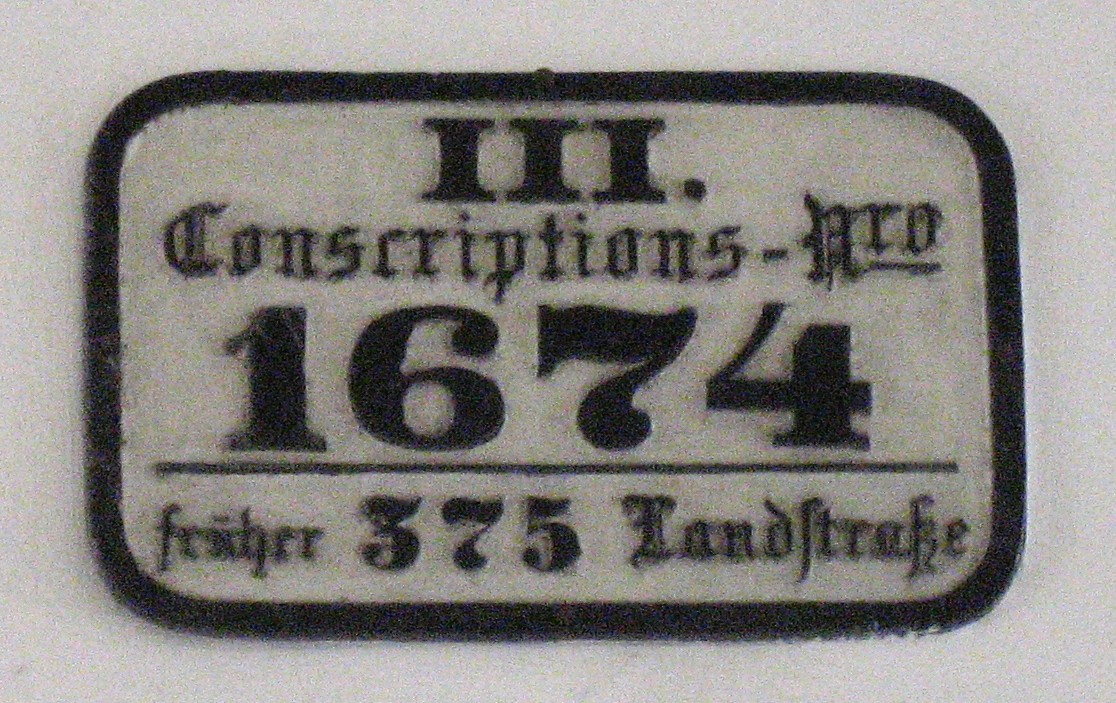
Reste der Verwaltungsorganisation des 18. Jahrhunderts im Straßenbild des 21. Jahrhunderts: Conscriptions-Nro in Wien III.

Ein Numerierungsabschnitt ist eine historische Verwaltungseinheit aus dem 18. Jahrhundert in Österreich. Numerierungsabschnitte werden auch Konskriptionsgemeinden oder Konskriptionsortschaften genannt (von lat.: conscribere für beschreiben, aufschreiben, zusammenschreiben).

## Grundlagen
Die Neuorganisation des österreichischen Heereswesens nach den Erfahrungen aus dem Siebenjährigen Krieg war einer der Anlässe, die Bevölkerungszahl der einzelnen Orte verlässlich festzustellen und entsprechende Verzeichnisse aktuell zu halten. Das wurde notwendig, weil die einzelnen Regimenter bestimmte Gebiete zugewiesen erhielten, aus deren Bevölkerung die Rekrutierung zu erfolgen hatte. Die Organisation der Grundherrschaften und Pfarren reichte dafür nicht mehr aus. Und selbst in jenen Kronländern, in denen es flächendeckend Jurisdiktionssprengel gab, umfassten diese nicht die gesamte Bevölkerung (Adel und Geistlichkeit war ihnen nicht unterworfen), und die Sprengel waren von sehr unterschiedlicher Größe. Bei Volkszählungen mussten innerhalb weniger Jahre Schwankungen in den Angaben zur Bevölkerungszahl um 39 % verzeichnet werden. Schon ab 1748 war weiters versucht worden, die Steuereinhebung in Österreich zu reformieren. Dabei wurde der Grundbesitz nach dem Ertragswert geschätzt und aufgezeichnet (Maria-Theresianische Steuerrektifikation).
Mit zwei Patenten Maria Theresias vom 10. März 1770 wurde die Grundlage geschaffen, eine allgemeine Einwohnerzählung samt Zählung des Zugviehs und Nummerierung der Häuser durchzuführen. Weiters war ein Rekrutierungs-System für die Regimenter des Heeres nach Werbbezirken einzurichten. Dagegen erhoben sich – letztlich erfolglose – Widerstände, weil die Maßnahmen als Eingriff in die Verwaltungsrechte der Grundherrschaften und in die Rechtsstellung der Landstände betrachtet wurden.
Es handelte sich nicht um die erste Erfassung von Häusern in Österreich, wohl aber um die bis dahin umfassendste. Bereits früher hatten für Urbare und ähnliche Unterlagen Zählungen stattgefunden, die auch mit der Nummerierung von Häusern verbunden waren. Teilweise waren die Nummern mit Hausnamen gekoppelt worden, so beispielsweise beim Haus N°108 Steinerne Jungfrau, ein Haus im Altstädter Theinviertel in Prag. Nicht jede alte Nummer eines Hauses muss daher aus der Zählung in den Numerierungsabschnitten stammen.
Mit dem „Conscriptions- und Recrutierungs-Patent“ Franz II. vom 25. Oktober 1804 wurde das System der Erfassung von Bevölkerung, Zugvieh und Häusern wesentlich verfeinert, eingehende Regeln für die Erfassung aufgestellt und mehrseitige Erfassungsformulare verlautbart. Weiters enthält dieses Patent Vorschriften über das Verhalten der Erfassungsoffiziere, deren Reisen und Aufzeichnungen.

## Entstehung
Man wollte kleine Verwaltungseinheiten schaffen, die alle Siedlungen, die gesamte Bevölkerung und die gesamte Landesfläche umfassten. Der erste Schritt dazu war, dass die Zählung nach Ortschaften zu erfolgen hatte, somit nach kleinen, in sich geschlossenen Gebietseinheiten. Darin lag einerseits der Unterschied zu den Grundherrschaften, deren Gebiete verstreut liegen konnten und andererseits zu den Pfarren, die größere Gebiete mit mehreren Ortschaften umfassen konnten. Die Anknüpfung an Ortschaften und die Zählung nach Häusern vermied auch jene Schwierigkeiten, die sich aus der Grundherrschafts-Organisation deswegen ergaben, weil es Dörfer gab, in denen fast jeder Bauer einer anderen Herrschaft untertänig war. Die Verteilung von Untertanen einer Grundherrschaft auf über 70 Konskriptionsgemeinden ist belegt. Die Gliederung nach Ortschaften führte zum Begriff „Numerierungsabschnitt“, der zu den bis dahin verwendeten Begriffen neutral war. Die Nummern, die für Häuser vergeben wurden, wurden Konskriptionsnummern genannt.
Die Beamten der Kreisverwaltungen hatten auf der Grundlage der Kirchenbücher zunächst die Personen zu erfassen. Offiziere des Heeres wurden eingesetzt, um die Häuser (und Zugtiere) zu zählen und die Häuser mit Nummern zu versehen. Dazu ergingen Durchführungsvorschriften, die aber nicht alle Details regelten, sodass es zu unterschiedlichen Vorgangsweisen kam. In manchen Regionen, beispielsweise in der Steiermark, war meist die Organisation nach Pfarren der katholischen Kirche die Grundlage. Anderswo, beispielsweise in Kärnten, waren die Pfarren so zersplittert, dass man sich bei der Erfassung der Gebäude an den Unterlagen der Jurisdiktionen orientierte. Bei der Nummerierung der Häuser ging man im Allgemeinen rein nach topographischen Gegebenheiten vor. Das Gebiet einer Pfarre nur dann zur Gänze ein Numerierungsabschnitt, wenn es eine einzige Siedlung umfasste, wie es beispielsweise bei Stainz mit 71 Häusern und 581 „Seelen“ (Einwohnern) der Fall war. Zusammenhängende Orte wurden als Einheiten erfasst und mit fortlaufenden Hausnummern versehen, auch wenn diese Orte durch Pfarr- oder Juriskitionsgrenzen durchschnitten wurden. Die Konskriptionsoffiziere bemühten sich, „nach den ortsüblichen Begriffen jede benannte Ortschaft als eigenen Numerierungsabschnitt zu erfassen“. Bei größeren Pfarren in ländlichen Gebieten konnte damit die Zahl der Numerierungsabschnitte hoch werden, wie beispielsweise bei Groß Sankt Florian mit 38 solcher Abschnitte. In manchen Gegenden mit verstreuten Häusern, wo es keine vorhandenen Benennungen gab, fasste man mehrere Höfe und Häuser zusammen und belegte diese „Gegend“ wie einen Ort mit einem Namen.
Eine Regel über die Durchschnittsgröße von Numerierungsabschnitten lässt sich nicht aufstellen: Es gab einen Abschnitt mit 888 Häusern und 11.066 Seelen (Graz Murvorstadt), andererseits Abschnitte ohne Häuser (Sasavie an der Save bei Rann) oder nur sehr wenigen Häusern (drei Häuser und zehn Seelen: Tobelbad) oder Abschnitte wie ein Weingartenried bei St. Ruprecht östlich von Marburg mit acht Weingartenhäusern ohne einen einzigen Einwohner.
Die Numerierungsabschnitte umfassten nur eine Summe von Häusern, sie enthielten keine Flächenangaben und nannten keine Grenzen. Es gab bei der Erstellung dieser Abschnitte keine Vermessungsarbeiten.
Die Numerierungsabschnitte wurden auch als Konskriptionsabschnitte oder Konskriptionsgemeinden bezeichnet. Das ist auf die Wortwahl ihrer Grundlagen zurückzuführen, wo die Worte beschreiben, konskribieren und numerieren gleichwertig verwendet werden. „Conskription“ wird auch im „Conscriptions- und Recrutierungs-Patent“ Kaiser Franz II. mehrfach verwendet. In der Literatur wird zumindest ab dem 19. Jahrhundert das Wort „Konskriptionsgemeinde“ verwendet. Bis Ende des 18. Jahrhunderts wurde manchmal zwischen Orten (geschlossenen Siedlungen) und Gegenden (Streusiedlungen) unterschieden, im 19. Jahrhundert setzte sich die einheitliche Bezeichnung Ortschaft durch, die damit eine vom allgemeinen Sprachgebrauch abweichende Bedeutung erhielt.

## Wirkungen
Die Numerierungsabschnitte und die aus ihnen entstandenen Bezeichnungen wie Konskriptionsnummer und Konskriptionsgemeinde wirken bis in die Gegenwart.
Die Numerierungsabschnitte wurden zunächst Grundlage der 1784 geschaffenen Steuergemeinden. Allerdings war vorgesehen, dass eine Steuergemeinde wenigstens 40 oder 50 Häuser umfassen sollte, daher wurden kleinere Numerierungsabschnitte zu einer Steuergemeinde zusammengefasst, die dann gewöhnlich den Namen des größten Numerierungsabschnitts erhielt. Steuergemeinden verzeichneten die Grundstücke, die zu den bereits in den Numerierungsabschnitten erfassten Häusern gehörten. Mit den Grenzen dieser Grundstücke wurde damit erstmals die Fläche einer Gemeinde genauer erfassbar. Ab 1825 wurden diese Angaben für die Arbeiten an den Katastralgemeinden des Grundstücks- und Steuerkatasters verwendet. Die Katastralgemeinden wiederum bildeten die Basis der Gebietsreformen in den Jahren nach 1848, aus denen die heutigen politischen Gemeinden entstanden. Es gibt eine Reihe von Numerierungsabschnitten, deren Umfang sich seit 1770 nicht veränderte und die im 21. Jahrhundert als politische Gemeinden bestehen oder bestanden, wie Osterwitz (erst ab 2015 Teil von Deutschlandsberg), Vordernberg oder Wildalpen, dessen Gebiet 1770 mit 170 Häusern und 1517 Personen der räumlich größte Numerierungsabschnitt der Steiermark war. Weitere Numerierungsabschnitte sind zu Katastralgemeinden der aktuellen Grundbücher geworden. Andere Numerierungsabschnitte wurden bereits bei der Schaffung der Steuerbezirke oder im Zuge der Katasterorganisation neu gegliedert. So wurden allein in der Steiermark aus den 3576 Numerierungsabschnitten des Jahres 1770 bis zur Fertigstellung des Josephinischen Steuerkatasters im Jahr 1789 nur mehr 2620 Steuergemeinden.
Es kann daher nicht ohne Weiteres davon ausgegangen werden, dass die Konskriptionsnummern, die den Häusern der Numerierungsabschnitte in den Jahren nach 1770 zugeteilt wurden, in den Jahren nach 1825 als Grundstücksnummern oder später als Einlagezahlen des Grundbuches bestehen geblieben sind. Die Rahmenbedingungen für die Vergabe von Grundstücksnummern änderten sich mehrfach (z. B. bei der Nummerierung von Gebäuden mit Zahlen mit oder ohne Punkt davor). Nach Grundstücksteilungen wurden auch neue Einlagezahlen angelegt. Ob die heutigen Einlagezahlen den Nummern der Numerierungsabschnitte entsprechen, ist nur im Einzelfall durch Nachforschungen belegbar. Eine allgemeine Regel dafür existiert nicht. In Wien wurde das Nummernschema bereits nach 25 Jahren, 1795, erneuert. Im Jahr 1821 erfolgte bereits die dritte Neunummerierung, im Zuge der Grundbuchsanlegung 1874 eine weitere. Ein Gebäude konnte damit im Lauf von knapp über hundert Jahren fünf verschiedene Konskriptionsnummern aufweisen.
Wenn für ein Gebäude keine Hausnummer einer bestimmten Straße vorhanden ist, weil (z. B. in ländlichen Gebieten) für Zufahrtswege keine solchen Nummern vergeben wurden, wird zumindest übergangsweise auch im 21. Jahrhundert als Hausnummer (Ordnungsnummer) teilweise noch eine „Konskriptionsnummer“ verwendet. Damit wird der Fachbegriff des 18. Jahrhunderts in der Gegenwart verwendet, mag auch die Zahl selbst aus der Einlagezahl des Grundbuches oder anderen Quellen abgeleitet werden. Die Abkürzung „KG“ wird in Österreich auch für Konskriptionsgemeinden und für Katastralgemeinden verwendet, was zu Verwechslungen führen kann.